# Oranjeboom (herdenkingsboom) in Gouda

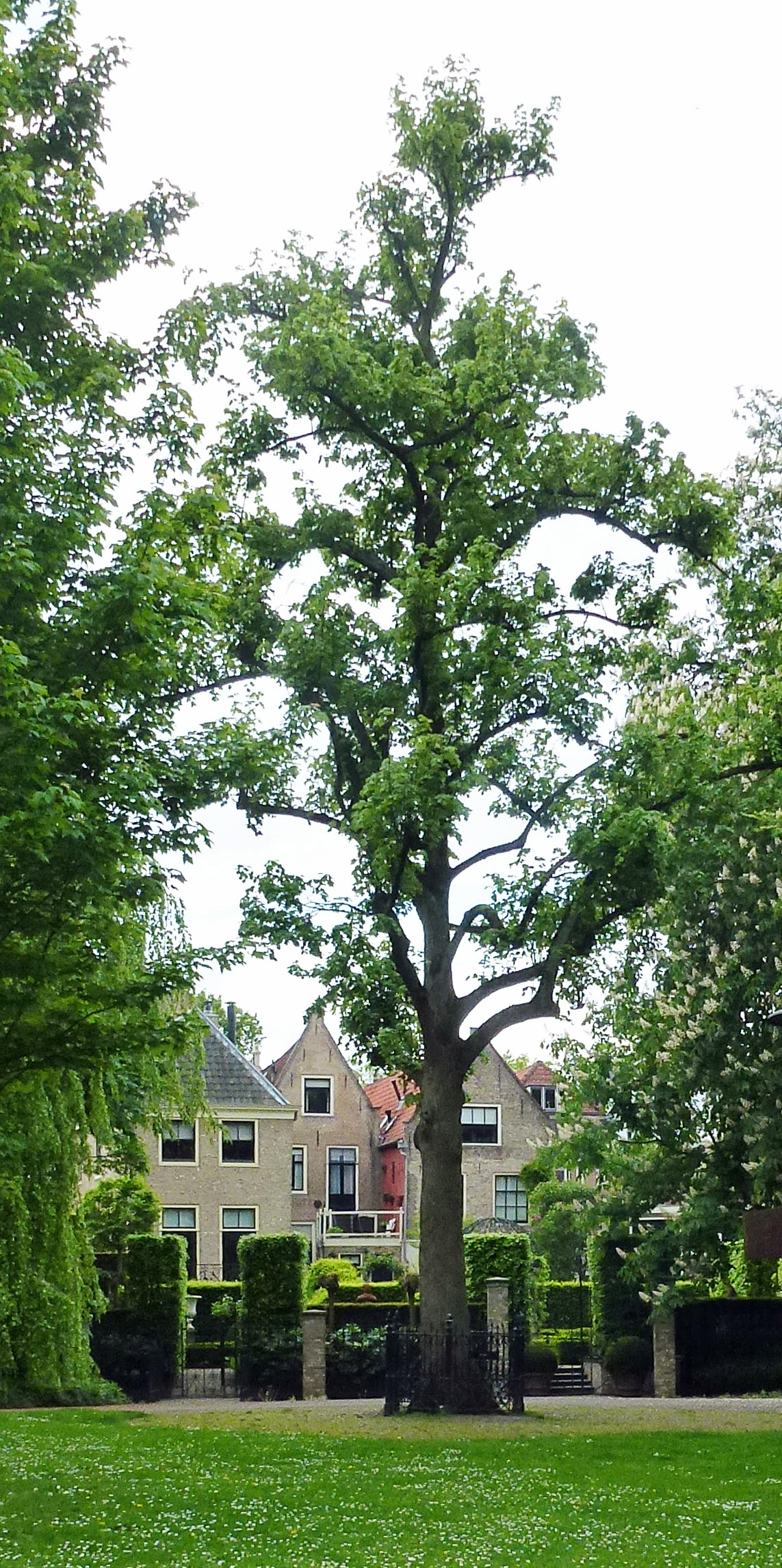
Wilhelminaboom in Gouda. Rijksmonument 517577

Gouda kent drie Oranjebomen. Een koningslinde met sierhek, een Rijksmonument uit 1898, voor Koningin Wilhelmina van stadsarchitect L. Burgersdijk en een koningslinde voor Koning Willem Alexander. Er was in Gouda ook een huwelijksboom (7-1-1937) voor Prinses Juliana en Prins Bernhard maar deze is gesneuveld, het sierhek is bewaard gebleven en heeft een nieuwe bestemming gekregen. In 2004, is er een Amaliaboom (Prinses Amalia) bijgekomen. De bomen zijn onder andere bekend als:Oranjeboom, Konings- en Kroningslinde, of als Wilhelmina-, Alexander- en Amaliabomen en variaties van beiden.

## Wilhelminaboom
De Goudse kroningslinde of Wilhelminaboom, is een gedenkboom met een boombescherming als gedenkteken. De boom is geplant ter ere van de troonbestijging (6-9-1898) van Koningin Wilhelmina en bevindt zich in het Houtmansplantsoen. Het gedenkteken, een Rijksmonument uit 1898, is rond de boom geplaatst in het zelfde jaar als dat de lindeboom werd aangeplant. De lindeboom die er nu staat is in de plaats gekomen van de oorspronkelijke vanwege een ziekte, gekapte lindeboom.

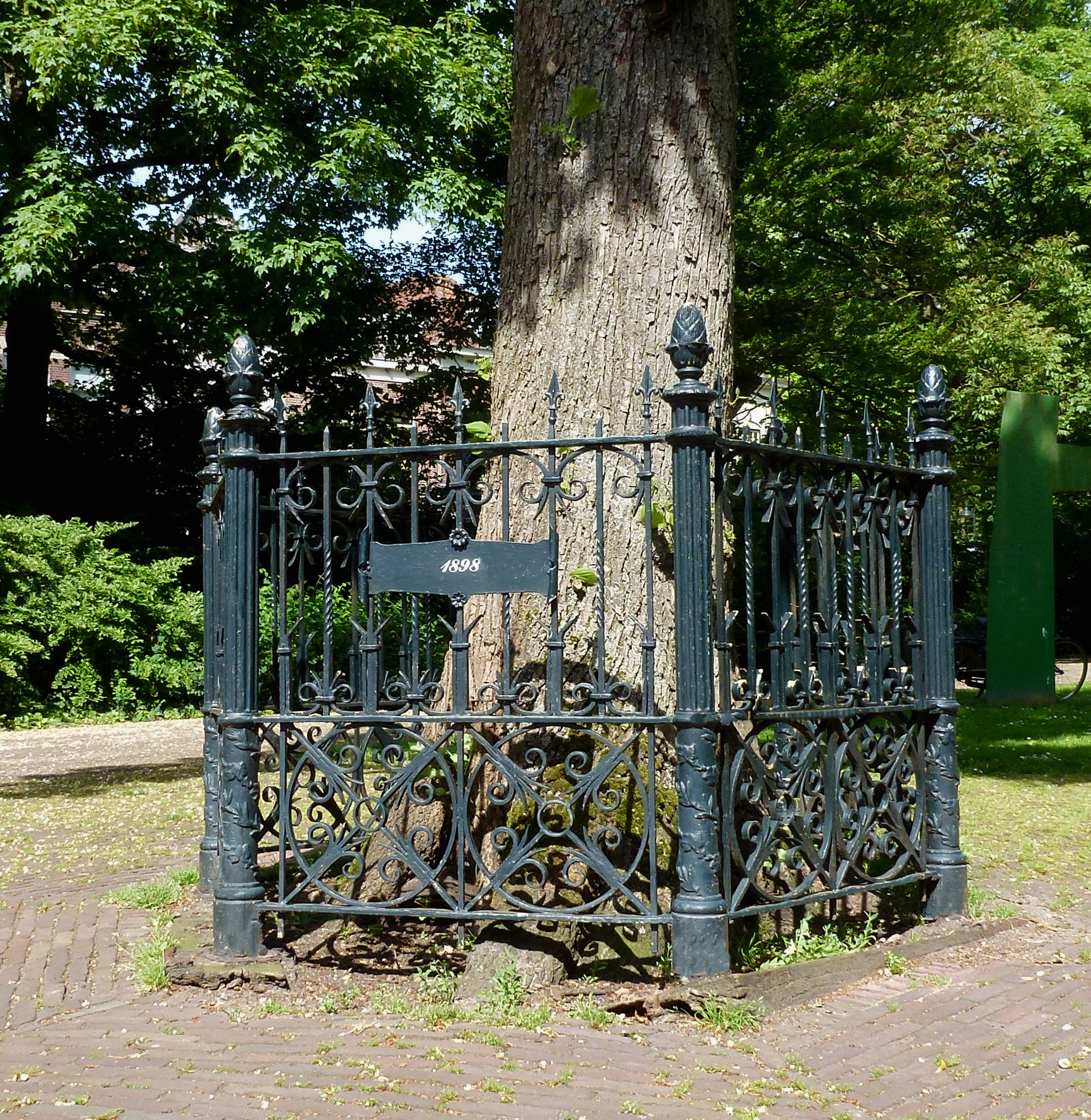
Gedenkteken t.g.v. de troonsbestijging van Koningin Wilhelmina

### Omschrijving
De boombescherming in de kleur groen, heeft kenmerken van de Eclectische en Neorenaissance bouwstijl. Het achtzijdige hekwerk van giet- en smeedijzer is opgebouwd uit pijlers waarbij de hoekpijlers zijn bekroond met pijnappelmotief of pijlpunten. Tussen de spijlen zijn decoratieve gekrulde en gebogen ornamenten aangebracht. Aan twee zijden bevinden zich rechthoekige cartouches met op de een de datum 6 Sept. en op de andere het jaartal 1898. Rondom de lindeboom is een achtkantige klinkerbestrating aangelegd. De Rijksdienst voor het Cultureel Erfgoed ziet het sierhekwerk als een herkenbaar Wilhelmina gedenkteken met architectuur- en cultuurhistorische waarde en Eclectische kenmerken aan het einde van de 19e en begin 20e eeuw.

## Bericht in de Goudsche Courant (24-05-1898)
Stadsnieuws 23 mei 1898. De feestcommissie voor de aanstaande kroningsfeesten, heeft een plan gevormd dat ongetwijfeld aller sympathie verwerven zal. Het betreft het planten van een ‘Wilhelminaboom’ bij gelegenheid van de kroning van onzer geliefde Koningin. De commissie zou gaarne zien, dat dit werk tot stand kwam door offertjes van Goudsche Schooljeugd. Zeker zou het voor de kinderen een aangename  herinnering zijn, als zij later den boom, naar wij hopen welig opgeschoten zijnde, in den tuin van den vorigen Burgemeester ontmoeten.

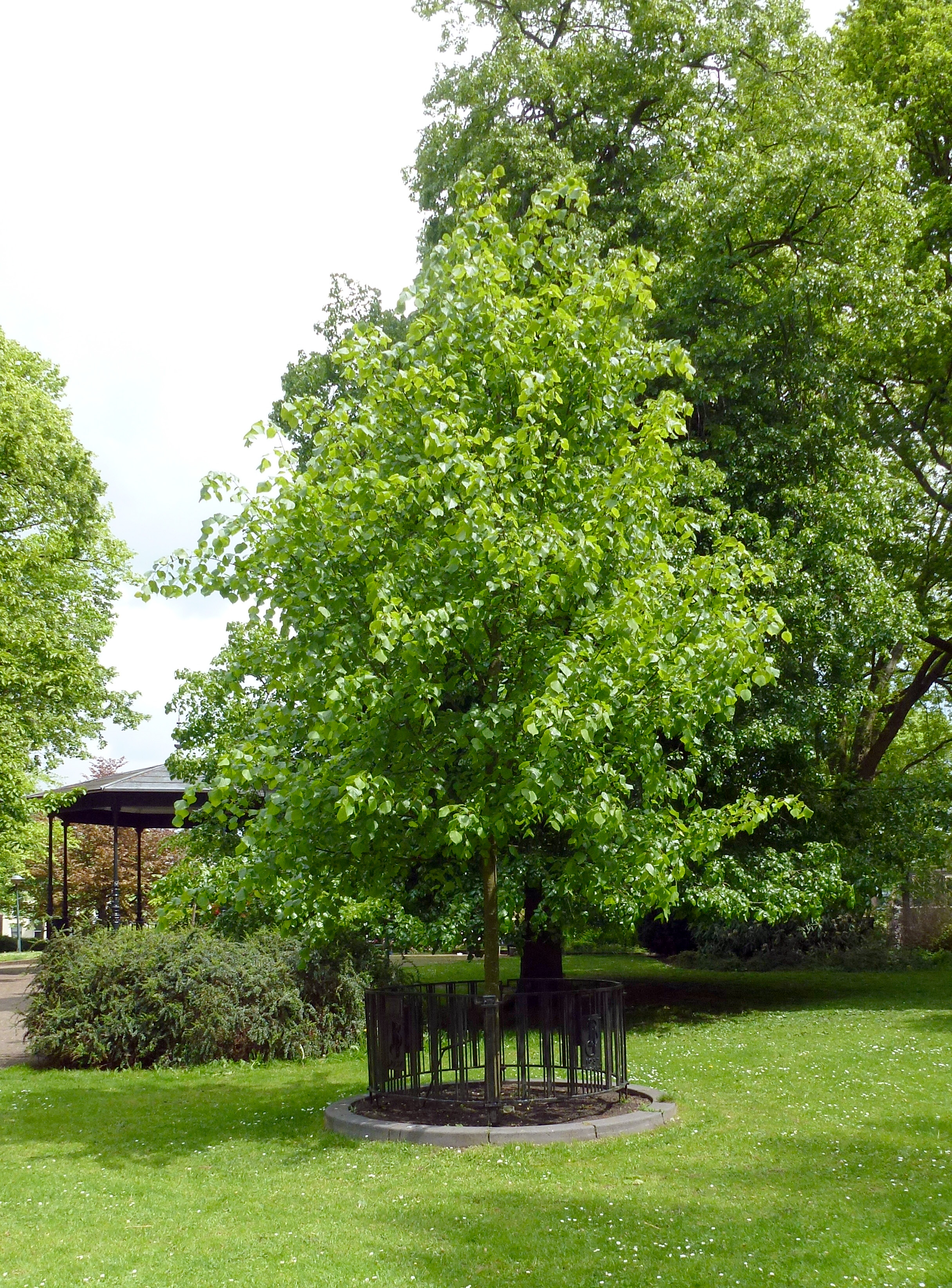
Koningslinde voor Willem-Alexander

## Koningslinde voor Willem-Alexander
Op 30 april 2013 werd ter ere van de troonbestijging van Willem-Alexander, een lindeboom de 'Tilia x europaea' geplant in het Houtmansplantsoen. De kroningslinde staat tegenover de lindeboom voor zijn overgrootmoeder Koningin Wilhelmina. De Alexanderboom kreeg geen boombescherming. Kort voor de eerste Koningsdag in 2014, kwam daar verandering in. Rondom de boom, werd een sierhek uit 1937 geplaatst. Het hekwerk hoorde bij de huwelijksboom van Prinses Juliana en Prins Bernhard. De boom welke stond op het Oranjeplein in Gouda, was tijdens een storm in de jaren 80 omgewaaid, de boomomheining, het gedenkteken, werd daarna gerepareerd, opgeslagen en vergeten. In 2013 herinnerde de directeur van Cyclus zich de omheining, na een reparatie en een nieuwe coating heeft nu ook de Alexanderboom een boombescherming gekregen en is het een gedenkteken geworden voor Juliana, Bernhard en Willem-Alexander.  

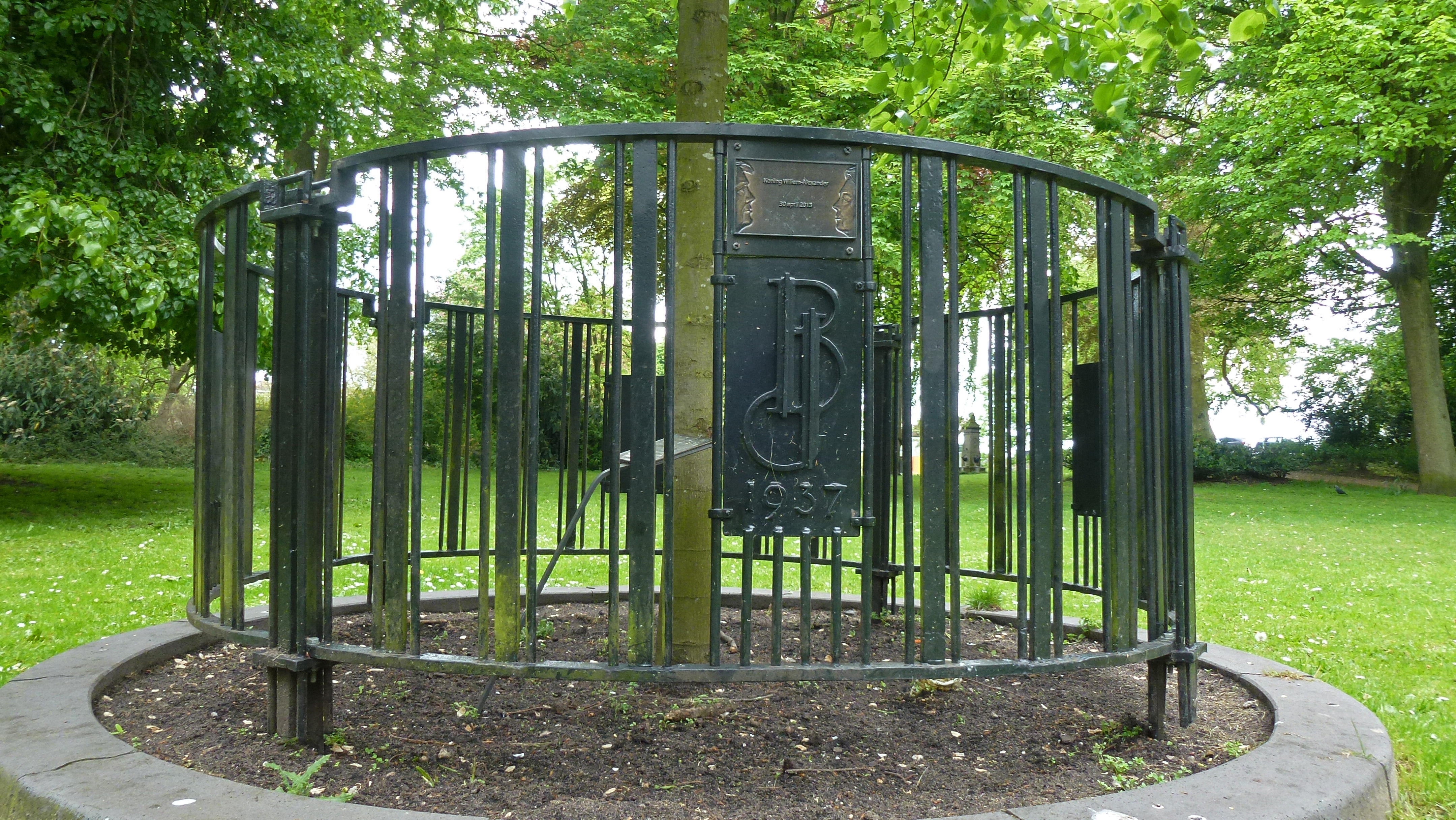
Boombescherming die oorspronkelijk bij de huwelijksboom van Juliana en Bernhard stond en nu een plaats heeft gekregen bij de Koningslinde van Willem-Alexander

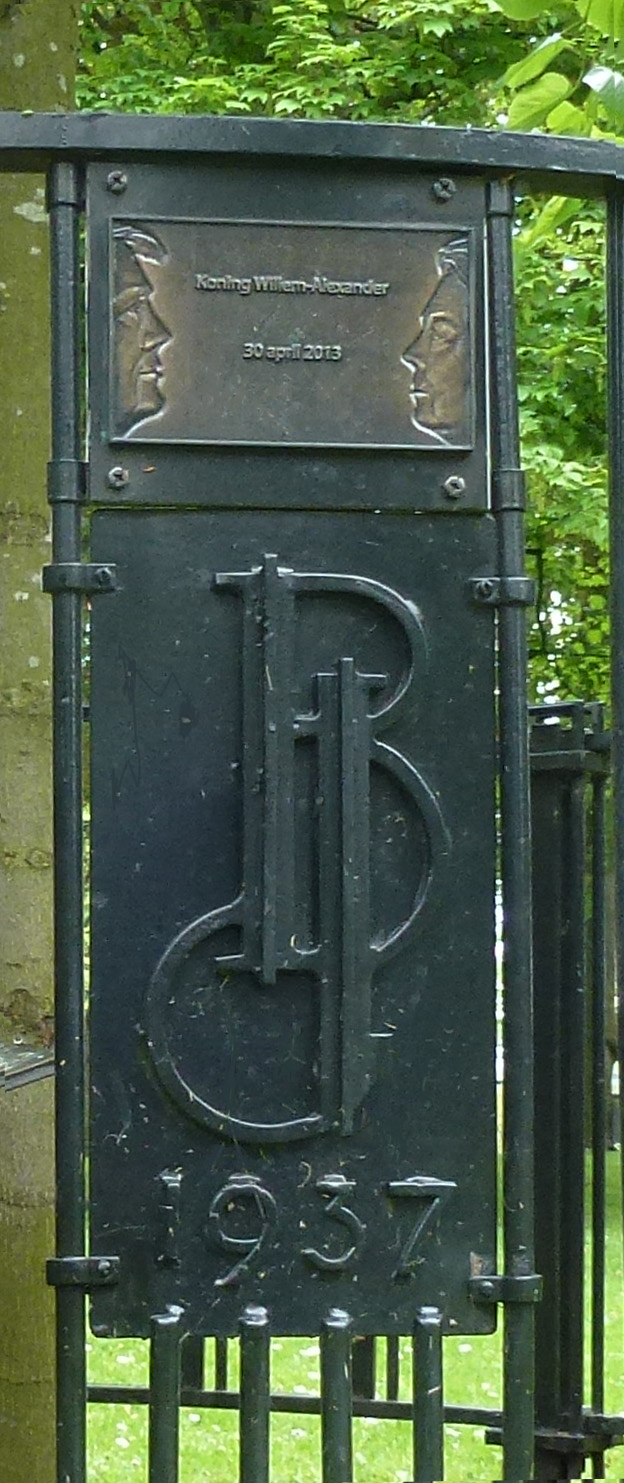
Cartouche op het gedenkteken bij de Koningslinde met de letters J & B en een plaquette met de silhouetten van Willem-Alexander en Beatrix

### Omschrijving
Rond hek, strak van vorm, in de kleur groen, opgebouwd uit pijlers in een formatie van drie, met aan twee zijden een rechthoekige cartouche, waarop in elkaar gevlochten de letters J (Juliana) en B (Bernhard) en het jaartal 1927. Boven een van 
de cartouches, is een bronzen plaquette geplaatst met de profielen van Beatrix en Willem-Alexander en de tekst Willem-Alexander, 30 april 2013. Een enkele kring van klinkers voltooid het herdenkingshek.

## Amaliaboom
In de natuurspeelplaats Groenhovenpark in de wijk Bloemendaal Gouda, is in 2004 een Tilia x europaea geplant ter gelegenheid van de geboorte van Prinses Amalia op 7 december 2003. De lindeboom staat onopvallend in het park doordat het geen boombescherming en geen informatiebordje heeft gekregen. In de maanden juni en juli valt de boom op door haar gele bloemen.

## Tilia x europaeaof Hollandse linde
De lindeboom 'Tilia x europaea' is door de NAK Tuinbouw (Stichting Nederlandse Algemene Kwaliteitsdienst Tuinbouw), aangewezen als de Koningslinde. In Nederland hadden vele soorten linde de naam koningslinde. Het verhaal gaat dat Koning Willem III in 1870 na de overstroming van de Betuwe, de lindekwekers hielp door hen nieuwe moederbomen of moeren te schenken. Vanaf dat moment, werden alle linden, koningslinden genoemd. Om uniformiteit te verkrijgen heeft NAK tuinbouw daarna besloten om 1 soort lindeboom de naam koningslinde te geven, de keuze viel op de 'Tilia x europaea'.

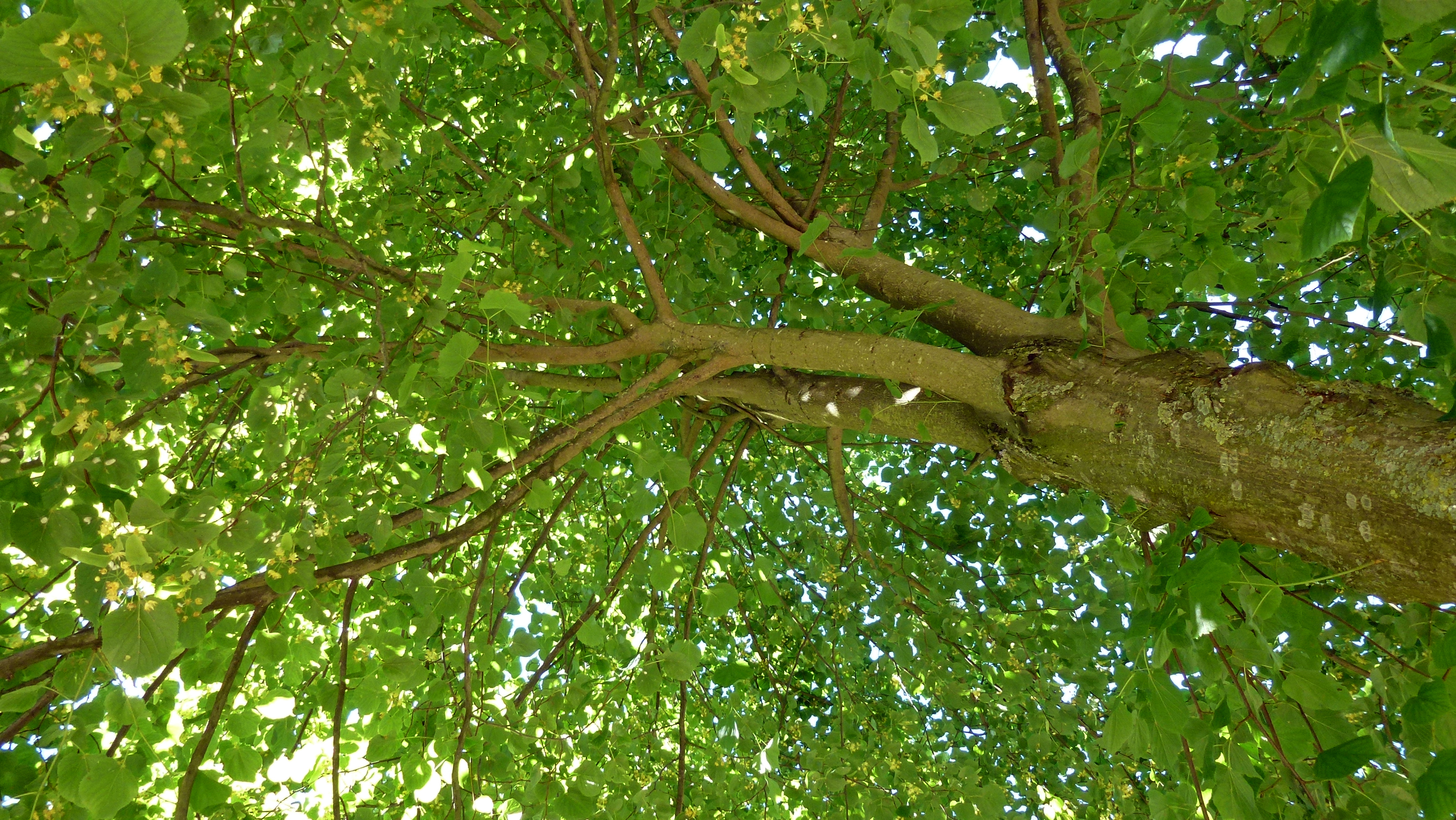
Detail van de Amaliaboom in de Natuurspeelplaats in Gouda